# Malcolm Sim Longair

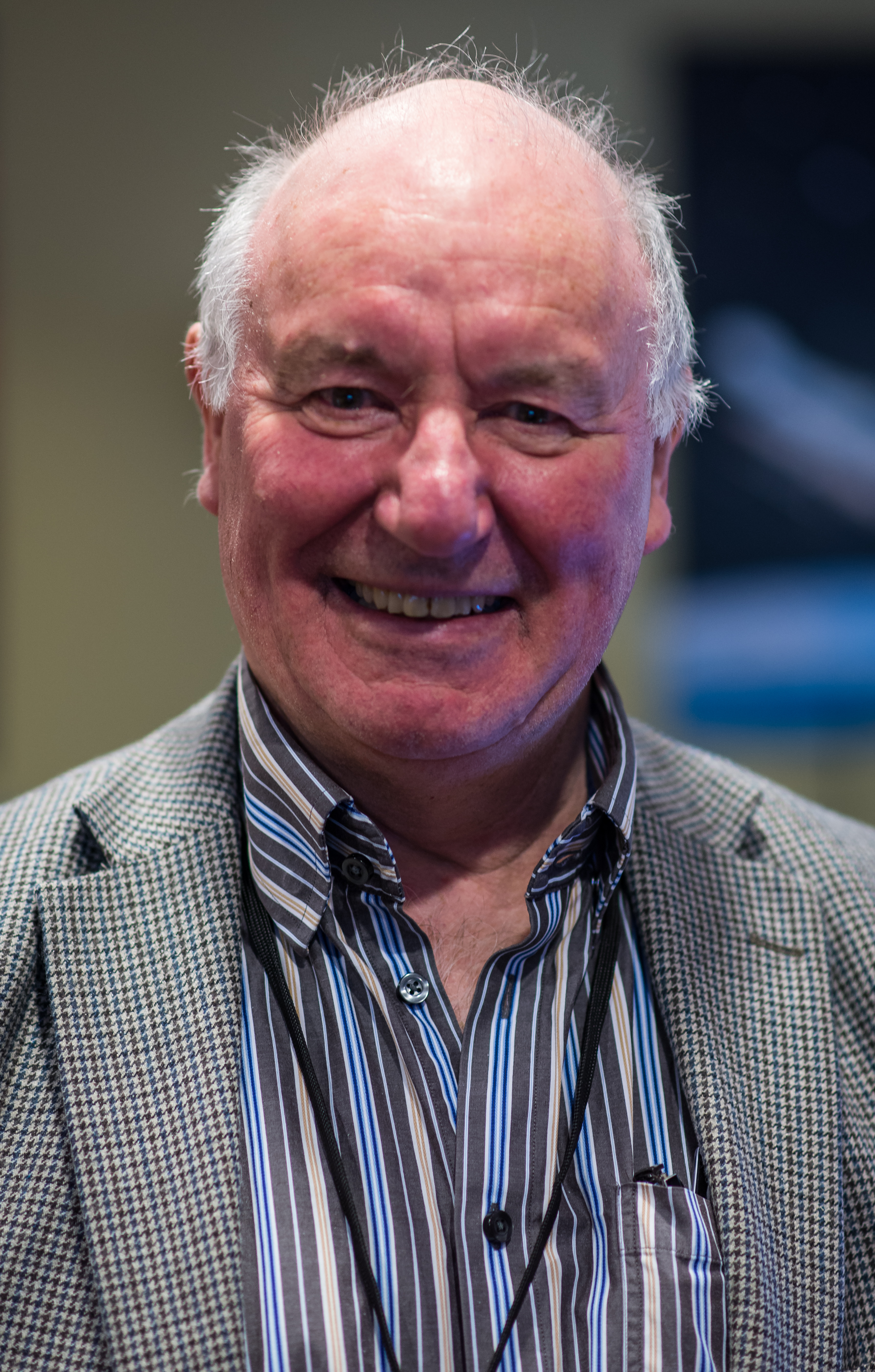
Malcolm Sim Longair

Malcolm Sim Longair (* 18. Mai 1941 in Dundee, Schottland) ist ein britischer Radioastronom, Astrophysiker und Kosmologe.
Longair studierte an der University of St. Andrews (Queen´s College Dundee) mit dem Abschluss in Elektronik und Physik 1963 und war dann an der Radioastronomiegruppe der Universität Cambridge (Cavendish Laboratory), an der er 1967 promoviert wurde. In dieser Zeit war er Exhibition of 1851 Stipendiat und ab 1967 Fellow des Clare Hall College in Cambridge. Als Post-Doktorand war er am Lebedew-Institut in Moskau bei Jakow Borissowitsch Seldowitsch und Witali Lasarewitsch Ginsburg. 1980 bis 1990 war er Astronomer Royal for Scotland und war gleichzeitig Regius Professor für Astronomie an der University of Edinburgh und Direktor des Royal Observatory Edinburgh. 1997 bis 2005 war er Jacksonian Professor of Natural Philosophy an der Universität Cambridge in England und Leiter des Cavendish-Laboratoriumsm, dessen stellvertretender Leiter er ab 1991 war, zuständig für Lehre. Er ist Professorial Fellow am und Vizepräsident des Clare Hall College.
Er war 1972 Gastprofessor am Caltech, 1978 am Institute for Advanced Study, 1990 Gastwissenschaftler am Harvard-Smithsonian Center for Astrophysics und 1997 am Space Telescope Science Institute. 1995 war er Selby Fellow der Australian Academy of Sciences. Er war 1994/95 Vorsitzender der Initiative zur Errichtung des Gemini-Observatoriums und war 1995/96 Vorsitzender des wissenschaftlichen Beratergremiums des Space Telescope Science Institute.
Seine Forschungsinteressen sind Hochenergie-Astrophysik und Kosmologie. Er befasste sich mit Radio-Emission von Staub aus fernen Bereichen des Universums, beobachtender Kosmologie, Galaxienformationen und Gravitationslinsen. Er ist für einige Bücher und Übersichtsartikel insbesondere zur Astrophysik und Kosmologie bekannt.
Er ist Fellow der Royal Society und der Royal Society of Edinburgh und CBE (2000). Seit 1990 ist er Mitglied der Academia Europaea. 1990 hielt er die renommierte Weihnachtsvorlesung der Royal Institution (Origins of the Universe). 1991/92 war er Präsident der Sektion Physik der British Association for the Advancement of Science.

## Schriften
- Theoretical Concepts in Physics, An Alternative View of Theoretical Reasoning in Physics. Cambridge University Press, 1984, 2. Auflage 2003
  - Deutsche Übersetzung: Theoretische Konzepte der Physik. Eine Alternative Betrachtung, Springer 1991
- High Energy Astrophysics, Band 1: Particles, Photons and their Detection, 3. Auflage, Cambridge University Press 2011, Band 2, Stars, the Galaxy and the Interstellar Medium, 2. Auflage 1994
- The Cosmic Century: A History of Astrophysics and Cosmology,  Cambridge University Press, 2006, Neuauflage als Paperback 2013
- Our Evolving Universe, 2. Auflage, Cambridge University Press, 1996.
  - Deutsche Übersetzung: Das erklärte Universum, Springer 1998
- Galaxy Formation, Springer 2008
- Quantum Concepts in Physics: An Alternative Approach to the Understanding of Quantum Mechanics, Cambridge University Press 2013
- The New Astrophysics, in Paul Davies (Hrsg.), The New Physics, Cambridge University Press 1989, S. 95–208